# Lennart Jedeur-Palmgren
Thorsten Lennart Jedeur-Palmgren, född 4 juli 1927 i Skeppsholms församling i Stockholms stad, död 2 oktober 2016 i Karlskrona stadsdistrikt i Blekinge län, var en svensk militär.

## Biografi
Jedeur-Palmgren avlade studentexamen i Stockholm 1946. Han avlade sjöofficersexamen Sjökrigsskolan 1949 och utnämndes samma år till fänrik i flottan, där han befordrades till löjtnant 1951. Han blev kadettofficer 1957, befordrades till kapten 1961, var lärare vid Sjökrigsskolan 1965–1967, befordrades till kommendörkapten av andra graden 1966, var fartygschef på Älvsnabben 1967 och var lärare vid Militärhögskolan 1967–1969. År 1975 befordrades han till kommendörkapten av första graden, varpå han var chef för 1. jagarflottiljen 1975–1976, befordrades till kommendör 1976 och var marinattaché vid ambassaden i London 1976–1978. Han befordrades till kommendör av första graden 1978 och var stabschef vid staben i Nedre Norrlands militärområde 1979–1981. Åren 1981–1983 tjänstgjorde han i Huvudavdelningen för marinmateriel vid Försvarets materielverk: som chef för Vapenavdelningen 1981–1982 och som chef för Systemavdelningen 1982–1983. Jedeur-Palmgren var chef för Sydkustens örlogsbas 1983–1987 och inträdde i reserven 1987.
Lennart Jedeur-Palmgren invaldes 1967 som ledamot av Kungliga Örlogsmannasällskapet och var dess vice ordförande 1983–1988. Han var adjutant hos prins Bertil från 1966, ledamot av kommunfullmäktige i Karlskrona kommun 1991–1994, ordförande i H. af Christiernins stiftelse från 1987 och ordförande i Marinmusei vänner 1984–1994.
Lennart Jedeur-Palmgren var son till viceamiral Gunnar Jedeur-Palmgren och Kristina (Stina) Liljequist. De är begravda på Östra kyrkogården i Göteborg.

## Utmärkelser
- Riddare av första klass av Svärdsorden, 1967.[6]